# 道の駅白い森おぐに
道の駅白い森おぐに（みちのえき しろいもりおぐに）は、山形県西置賜郡小国町にある国道113号の道の駅である。愛称はぶな茶屋。
1998年（平成10年）4月17日に道の駅に登録された。

## 施設
- 駐車場
  - 普通車：158台
  - 大型車：20台
  - 身障者用：8台
- トイレ
  - 男：大 5器（3器）、小 8器（5器）[要出典]
  - 女：10器（6器）[要出典]
  - 身障者用：1器（1器）[要出典]

※（）内は、24時間利用可能[要出典]
- 公衆電話：1台
- 白い森よこね物産直売所
- 休憩棟
- レストラン（山菜料理あいあい）
- インフォメーション棟

## 休館日
- 無休

## 道路
- 国道113号

## 周辺
- 横根スキー場
- 赤芝峡
- 玉川渓流
- 白い森オートキャンプ場